# Transverse Myelitis
Die Transverse Myelitis (Abkürzung TM; griechisch µυєλός myelós „Mark“, gemeint ist Rückenmark, lateinisch transversus „querliegend, den Querschnitt betreffend“) ist eine seltene neurologische Erkrankung, die zu einer Gruppe von neuroimmunologischen Erkrankungen des zentralen Nervensystems gehört.

## Beschreibung und Häufigkeit
Der Transversen Myelitis ähnliche Erkrankungen sind die Akute disseminierte Enzephalomyelitis (ADEM), die Optikusneuritis und das Devic-Syndrom (Neuromyelitis optica). All diese Erkrankungen sind durch Entzündungen des zentralen Nervensystems gekennzeichnet. Sie unterscheiden sich primär durch die Position der Entzündung und dadurch, ob die Entzündung einmal oder mehrmals auftritt.
Zahlreiche Symptome sind die gleichen, daher ähneln sich auch die Behandlungsstrategien.
Nahezu alle Altersgruppen können an TM erkranken. Am häufigsten tritt sie in den Altersgruppen zwischen 10 und 19 sowie zwischen 30 und 49 Jahren auf bei gleicher Geschlechtsverteilung. Die Fachliteratur spricht von einer Häufigkeit von 1,34 TM-Diagnosen pro Million Menschen und Jahr.

## Ursachen und Entstehung, Rolle des Immunsystems
Die TM kann isoliert oder in Zusammenhang mit einer anderen Erkrankung auftreten. Tritt sie ohne erkennbare Ursache auf, so nennt man sie idiopathisch. Eine anormale Aktivierung des Immunsystems, welches sich dann gegen das Rückenmark selbst richtet, scheint dafür verantwortlich zu sein. TM entwickelt sich oft in Zusammenhang mit viralen oder bakteriellen Infektionen.

## Diagnoseverfahren
- MRT-Untersuchung des Rückenmarks (Kernspintomographie)
- Analyse des Liquors (Gehirn- und Rückenmarksflüssigkeit)

## Krankheitsverlauf, Verlaufsformen, Symptome
Das Erscheinungsbild der Symptome kann äußerst unterschiedlich sein – es ist abhängig davon, welche Ebene des Rückenmarks betroffen ist und wie stark die Myelinrinde und die Nervenzellen geschädigt sind. Die Symptome und ggf. bleibenden Folgen einer TM können Muskelschwäche, motorische Lähmungen bis hin zu einer Querschnittlähmung, Gefühlsstörungen und unangenehme Nervenfühligkeit, Schmerzen durch Schädigung von Nervenbahnen, spastische Lähmungen, Erschöpfung, Depression, Fehlfunktionen von Enddarm und Harnblase sowie sexuelle Störungen umfassen.

## Therapie, Behandlung, Rehabilitation

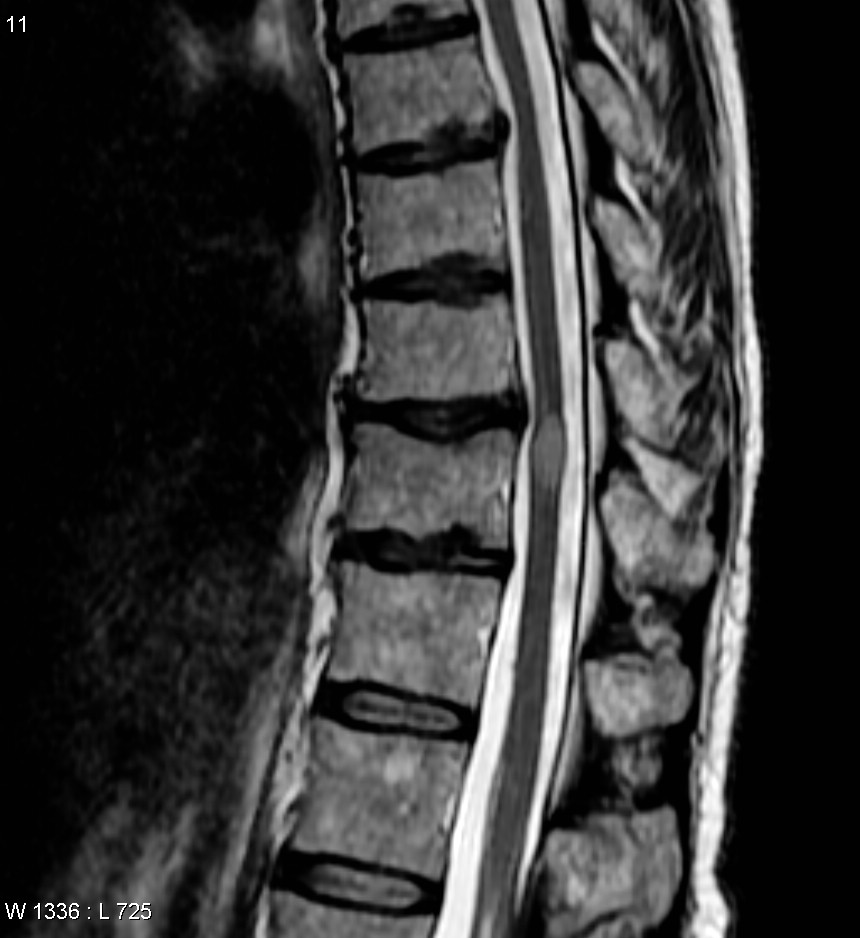
Das MRT 3 Monate nach der akuten Phase zeigt die Schädigung durch Transverse Myelitis. Die Läsion ist die hellere ovale Form in der Mitte rechts.

Bei der Akuttherapie werden verschiedene Medikamente gegeben: Cortison, Antibiotika bzw. Virostatika. Auch eine Plasmaaustauschtherapie kann ggf. eingesetzt werden.
Besonders wichtig und mitentscheidend für den Erfolg der Behandlung ist die rasche medizinische Erstversorgung.
Nach dem Ende der Akuttherapie sollte sich eine intensive Rehabilitation anschließen. Diese ist angelehnt an eine Reha nach Wirbelsäulenschäden und strebt die Wiederherstellung der körperlichen Fähigkeiten an. Physiotherapie dient der Behebung zentraler Muskelschwäche, dem Entgegenwirken von Spastizität sowie der Arbeit gegen Koordinationsstörungen.
Physikalische Therapie hilft mit Wärmeanwendungen und Bädern gegen die Schmerzen und Funktionseinschränkungen.
Die neurologische Rehabilitation hilft, Ängsten und/oder Depressionen vorzubeugen, und stärkt das Vertrauen in die eigene Leistungsfähigkeit der betroffenen Menschen.
Das Therapieprogramm umfasst i. d. R. einen Mix aus Physiotherapie (früher: Krankengymnastik), Massagen, Stangerbädern (Elektrotherapie) und Aktivierungs- bzw. Entspannungsbehandlungen (z. B. Hydrojet, Wassermassagebett oder Mediwave, Matte mit Bassvibrationen). Sehr wichtig für die Zeit nach der Reha ist Eigentraining; manchmal wird ein Therapieprogramm für zuhause zusammengestellt.
Verschiedene symptombezogen wirksame Medikamente können für längere Zeit gegeben werden.

## Prognose
Zu Erkrankungsbeginn ist eine Prognose über den Verlauf oft nicht möglich. Besserung bzw. Erholung tritt meist innerhalb von zwei bis zwölf Wochen nach dem akuten Geschehen ein. Bei manchen Menschen kann es bis zu zwei Jahren dauern, und bei einigen bilden sich die Symptome nicht vollständig zurück. Jedoch erholen sich bei frühzeitig einsetzender Behandlung viele Patienten vollständig oder fast vollständig.
Die Transverse Myelitis tritt als Erkrankung in der Regel nur einmal auf. Ein geringer Prozentsatz kann einen Rückfall erleiden, besonders Patienten mit Multipler Sklerose oder Neuromyelitis optica. Das Vorliegen von Antikörpern gegen das Wasserkanalprotein Aquaporin-4 im Blut von Patienten mit Myelitis geht mit einem hohen Risiko für einen erneuten Schub oder die Entwicklung einer zusätzlichen Optikusneuritis innerhalb von 12 Monaten einher; in diesen Fällen wird eine immunsuppressive Therapie zur Schubprophylaxe empfohlen.

## Fachartikel
- Selbsthilfegruppe: Fachartikel zur Transversen Myelitis.